# Брилья-Саварен, Жан Антельм
Жан Антельм Брилья-Саварен, точнее — Жан Антельм Брийя-Саварен (фр. Jean Anthelme Brillat-Savarin; 1 апреля 1755, Белле — 2 февраля 1826, Париж) — французский философ

, кулинар, юрист, экономист, политический деятель, музыкант. Автор знаменитого трактата «Физиология вкуса».

## Биография
Изучал юриспруденцию, химию и медицину в Дижоне. Там же работал юристом.
С 1789 года — депутат от Дижона в Генеральных штатах, где, в числе прочего, произносит речь в защиту смертной казни, которая принесла ему определённую известность.
Позднее бежал в Швейцарию, потом в Голландию и в США. Жил в Бостоне, Нью-Йорке, Филадельфии и Хартфорде, давая уроки скрипичной игры. Некоторое время был первой скрипкой в Park Theatre в Нью-Йорке. Вернулся во Францию в 1797 году.
До конца жизни работал магистратским судьей, разрешающим жалобы. Опубликовал книги по юриспруденции и политической экономии.

## Главная книга
Самая знаменитая работа Брийя-Саварена — «Физиология вкуса, или трансцендентная кулинария; теоретическая, историческая и тематическая работа, посвященная кулинарии Парижа профессором, членом нескольких литературных и ученых сообществ» (фр. "Physiologie du Gout, ou Meditations de Gastronomie Transcendante; ouvrage theorique, historique et a l'ordre du jour, dedie aux Gastronomes parisiens, par un Professeur, membre de plusieurs societes litteraires et savantes) — была опубликована в декабре 1825 года, за два месяца до кончины автора от воспаления легких. Книга состоит из «размышлений» о еде и напитках, которые всегда были его пристрастиями. Он их называл «столовыми удовольствиями». Из тридцати глав, в «Философии вкуса», две были посвящены ожирению: в одной говорилось о его причинах, в другой — о способах предотвращения. На протяжении тридцати лет, писал он, у него состоялось более пятисот разговоров за ужином с людьми, которым «ожирение либо только угрожало, либо уже настигло», один «толстяк» за другим рассказывали ему о своей преданности хлебу, рису, макаронам и картофелю. Это привело Брийя-Саварена к заключению, что причины ожирения очевидны. Первой из них была природная предрасположенность к набору лишнего веса. «Некоторым людям, — писал он, — у которых в процессе пищеварения производится, при прочих равных условиях, большее количество жира, просто суждено стать жирными». Второй причиной были «крахмал и мука, которые составляли у этих людей основу дневного рациона», а также он добавил, что «содержащие крахмал продукты оказывают гораздо более быстрый и заметный эффект, если съедать вприкуску с большим количеством сахара».
Основываясь на этих наблюдениях был предложен способ лечения. «Так как было показано, что накопление жира происходит исключительно по вине злаков и крахмала, как у людей, так и у животных… То можно логически предположить, что для избавления от лишнего веса необходимо более или менее ограничивать себя от всего мучного и содержащего крахмал». Брийя-Саварен писал: «О, небеса! — воскликнут читатели обоих полов. — О небеса над головой! Какой же он все-таки подлец, этот профессор! С помощью одного-единственного слова хочет нам запретить все, что мы любим больше всего на свете, эти ароматные булочки… печение… и сотни других продуктов, приготовленных из муки, сахара и яиц! Да он даже картошки нас хочет лишить и макарон! Разве можно было ожидать чего-либо подобного от любителя вкусно покушать, казавшегося таким славным малым?» «Что это я здесь такое слышу? — воскликну в ответ я, скорчив свою самую строгую мину, которая появляется на моем лице, пожалуй, не чаще, чем раз в год. — Что ж, вперед: жри! Толстей! Стань уродливым обрюзгшим астматиком, который в итоге задохнется в своем собственном жире: а я посмотрю на все это!»
В книге, в частности, содержатся следующие афоризмы:
- «Животные жрут, человек ест; только образованный человек ест сознательно»;
- «Скажи мне, что ты ешь; я скажу тебе, что ты»;
- «Обжоры и пьяницы не знают, что значит есть и пить»;
- «Десерт без сыра — что красавица с одним глазом».

Эта книга оказала большое воздействие на О. Бальзака и послужила жанровым прообразом для его «Физиологии брака».
В честь кулинара назван один из сортов мягкого сыра, десерт (разновидность ром-бабы), а также пирог флан (flan Brillat-Savarin). С 1894 года его имя носит улица в XIII округе Парижа.

## Брийя-Саварен в России
Русский перевод «Физиологии вкуса» сделан с немецкой версии Карла Фохта (прямого перевода с оригинального французского текста до 2021 года не существовало).
В 2021 году Л. Ефимов подготовил для издательской группы Азбука-Аттикус перевод «Физиологии вкуса» с оригинального текста.

## Издания
- Физиология вкуса: Сочинение Брилья-Саварена, переведенное на немецкий язык и дополненное Карлом Фогтом // Лаврентьева Е. В. Культура застолья XIX века: пушкинская пора. — М.: Терра — Книжный клуб, 1999.